# Vía Argentaria
La Vía Argentaria fue una ruta comercial romana y medieval que recorría los Alpes Dináricos. Fue nombrada así por la plata romana que era transportada entre la ceca de Salona, las minas de plata al este de Ilidža y Srebrenica, y la ceca de Sirmio. En el extremo sur, conectaba las áreas del actual Solin y Split de hoy, al noreste a través de los Alpes Dináricos, comenzando en Klis y Sinj, con Bosnia central, girando hacia el norte a lo largo del Drina y conectando a la actual Sremska Mitrovica.